# Jean-Pierre Riba
Pour les articles homonymes, voir Riba.
Jean-Pierre Riba, né le 8 mars 1944 à Saint-Raphaël et mort le 16 novembre 2001 à Toulouse, est un scientifique français en génie chimique, pionnier en biotechnologie à l'Institut du génie chimique de Toulouse où il a enseigné et fait de la recherche. Il est décédé à cinquante-sept ans peu de temps après l'explosion de l'usine AZF de Toulouse, probablement à la suite du blast subi et du stress intense ressenti lors de la destruction complète de son laboratoire.
En juin 2002, une plaque commémorative a été apposée à l'entrée d'un amphithéâtre de l'École de chimie transférée provisoirement sur le site universitaire Paul Sabatier. Une nouvelle commémoration s'est tenue le 18 mai 2015 avec la pose d'une nouvelle plaque commémorative à l'entrée d'un des amphithéâtres des locaux définitifs de l'École désormais dénommée INP-ENSIACET,.

## Biographie
Né le 8 mars 1944 à Saint-Raphaël, il perd sa mère presque un mois après sa naissance et est élevé par son père et ses deux grand-mères.
Il fait ses études générales au lycée polyvalent Antoine-de-Saint-Exupéry à Boulouris-sur-Mer, puis entre en 1962 en classe préparatoire aux grandes écoles au lycée Thiers de Marseille.
En 1965, il intègre l'Institut du génie chimique à Toulouse. Au cours de ses années d'étude, il effectue deux stages :
le premier à la raffinerie française de raffinage de Provence  ; le second à Ugine Kuhlman (La Barasse).
En 1968, il obtient son diplôme d'ingénieur puis est nommé assistant délégué au Laboratoire de chimie physique et électrochimie de la faculté des sciences de Toulouse animé par Jean Mahenc. L'année suivante, il est nommé assistant au Laboratoire d'électrochimie de la faculté des sciences de Toulouse.
De mars 1969 à 1971, il fait son service militaire, principalement affecté à la Poudrerie nationale de Toulouse (appelée SNPE puis aujourd'hui Herakles).
En 1972, il se marie avec Marlyse de Bonald, maître de conférences et chef des travaux pratiques de chimie analytique à l'École de chimie.
Il est nommé maître-assistant à l'Institut du génie chimique (IGC) en 1973, et son directeur, le Pr Gardy, lui confie des missions d'importance. Il y enseigne la thermodynamique tout en préparant sa thèse d'État. Toutefois, il reste attaché au laboratoire de ses débuts avec lequel il a toujours maintenu d'excellentes relations scientifiques et personnelles.
Nommé maître de conférences en 1980, il est détaché de février à juillet à l'université de Californie à Berkeley pour apprendre la biotechnologie et créer à l'IGC un Laboratoire de biotechnologie, cette discipline n'existant pas en France à cette époque.
En 1982, il est nommé professeur. Son fils Jean-Noël naît la même année. Il continue d'assurer tout l'enseignement en thermodynamique. Dans le domaine de la recherche, il crée son Laboratoire de biotechnologie, avec de nombreuses collaborations avec les industriels.
En septembre 2001, à la suite de l'explosion de l'usine AZF de Toulouse, son laboratoire est entièrement détruit. Un peu plus d'un mois après, il est hospitalisé pour une très grave pancréatite ayant détruit 80 % de son pancréas, probablement à la suite de l'effet de souffle et du stress intense dus à cette explosion. Mis sous dialyse, sous respirateur et sous coma artificiel, il décède, après un scanner et reprise de la dialyse, par arrêt cardiaque le 16 novembre 2001.

## Parcours professionnel

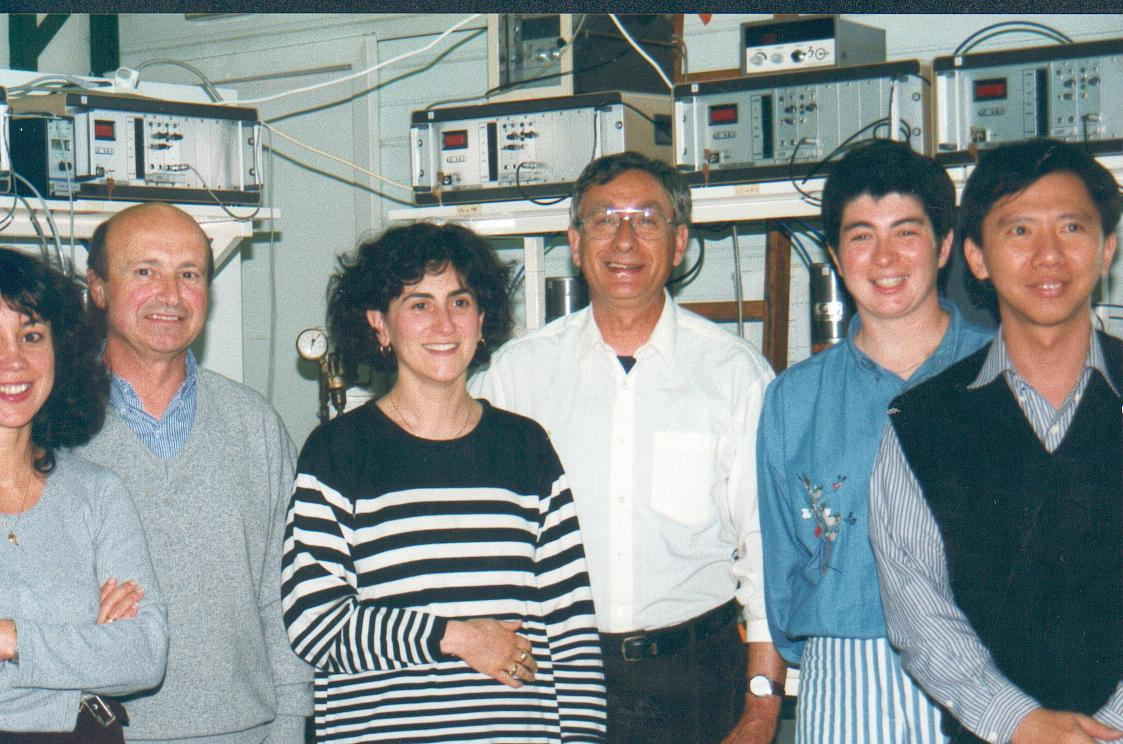
Jean-Pierre Riba et quelques membres de son Laboratoire de biotechnologie.

Il soutient sa thèse de docteur-ingénieur en 1971 à la faculté des sciences de Toulouse : « Réduction électrochimique du soufre et du sélénium dans des électrodes à réactif solide ». Pour cette thèse, il se lance dans l'électrochimie du soufre, un isolant qui n'a pas de réactivité électrochimique. Il réalise une électrode poreuse en comprimant un mélange de nickel et de soufre, qu'il immerge dans une solution de potasse concentrée. Grâce à un potentiostat, il établit les bases de la réactivité électrochimique du soufre. Il modélise le fonctionnement de cette électrode avec le premier ordinateur arrivé dans son laboratoire. Cette méthodologie sera appliquée au sélénium et au mélange soufre-zinc. Il encadrera trois thèses de valeur avant d'être professeur.
En enseignement, il est chargé des travaux dirigés de thermodynamique et quelques-uns de ses exercices, comme la réfrigération de la boîte de bière ou le calcul d'un vol de canards sauvages, sont restés des classiques.
Dans son laboratoire, chaque semaine il organise des séminaires pour ses collègues en leur enseignant la transformation de l'amplificateur opérationnel en suiveur de tension ou de courant (potentiostat ou intensiostat). Il leur a fait construire un potentiostat portable alimenté par des piles qui a servi aux travaux pratiques des étudiants du certificat d'électrochimie.
Il soutient sa thèse d'État en sciences physiques en 1978 à l'Institut du génie chimique : « Étude des phénomènes de transfert en fluidisation homogène » sous la direction de René Routie.
Il crée un Laboratoire de biotechnologie avec deux professeurs, des maîtres de conférences et de nombreux chercheurs. Par son savoir en électronique et en informatique, il a aidé de nombreux collègues et étudiants.
Il entretient de nombreux contacts avec des industriels (Rhône-Poulenc, Danone, Chambre d'agriculture de Gironde, Institut français de la vigne et du vin pôle Sud-Ouest, etc.).
Il est l'auteur de nombreuses publications (Cf. Liste ci-dessous) parmi lesquelles un article pour les Éditions techniques de l'ingénieur : Réacteurs enzymatiques et fermenteurs.
Il a été directeur de vingt-deux thèses.
Jean-Pierre Riba a été le pionnier en biotechnologie à l'Institut du génie chimique, discipline apprise à l'université de Californie à Berkeley.